# Atanas Kolev
Atanas Kolev (em búlgaro:  Атанас Колев) é um enxadrista búlgaro e técnico da equipe nacional feminina de xadrez de seu país. Kolev e o compatriota GM Kiril Georgiev são co-autores do livro The Sharpest Sicilian (traduzido livremente como A afiadíssima Siciliana, um livro sobre a variante Najdorf da Defesa Siciliana, que foi publicado em 2007. Atanas e o macedônio GM Trajko Nedev são os co-autores do livro The Easiest Sicilian (traduzido livremente como A facílima Siciliana), um livro sobre a variação Sveshnikov da mesma abertura, que foi publicado em 2008.